# Erillcastell
Erillcastell es un despoblado del municipio de Pont de Suert, en la Alta Ribagorza, provincia de Lérida, Cataluña, España. Antiguamente pertenecía al término municipal de Malpás.

## Descripción

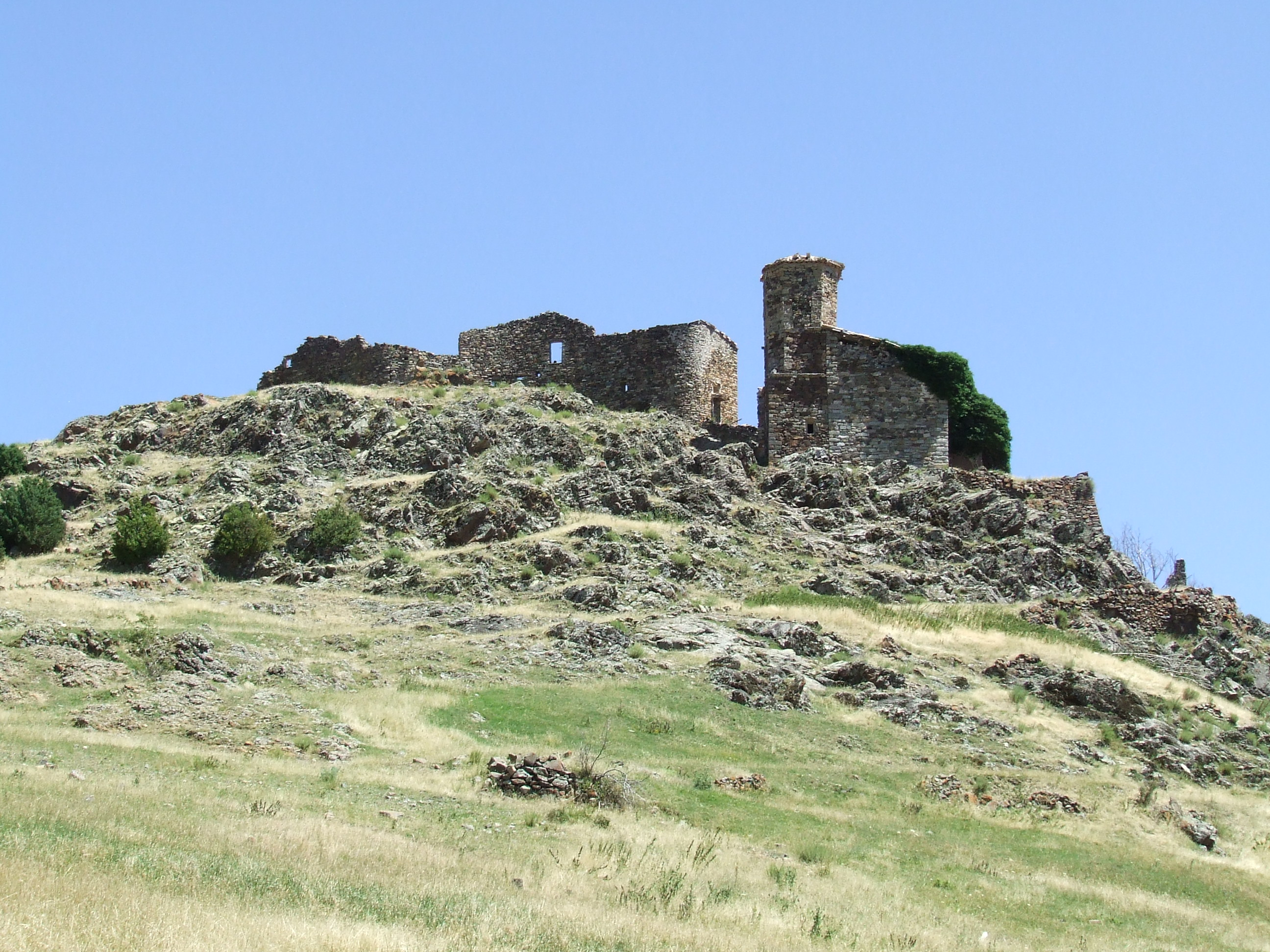
El castillo a la izquierda y la iglesia a la derecha.

Desde siempre, Erillcastell ha tenido un acceso difícil, que se ha agravado al quedar deshabitado. A pie, cabe hacer un largo camino desde Malpàs, Gotarta o Igüerri, subiendo, según el caso, hacia el nordeste o el este. En vehículo todoterreno es accesible por una pista, nombrada Camino de las Girostas, que suele estar cerrada para evitar la marcha de los animales de montaña, que pasan desde Malpàs por las Minas de Malpàs, el Millani de Puiol y los Planos de Puiol.
El pueblo tiene una iglesia, antiguamente parroquial, dedicada a santa María. Esta parroquia pertenece al obispado de Lérida, por el hecho de haber pertenecido en la Edad Media al obispado de Roda. Forma parte de la unidad pastoral 24 del arciprestazgo de la Ribagorza y es regida por el rector de el Pont de Suert.
Del castillo que da nombre al pueblo apenas queda nada. Sus restos habían sido absorbidos por el gran casal que domina el pueblo desde su punto más elevado: la Casa Montgai. A principios del siglo XXI a penas queda nada reconocible.

## Etimología
Según Joan Coromines, Erill procede de las palabras iberovascas ILI-ILI o IRI-IRI (o un híbrido entre las dos), que significa "pueblo-pueblo". En iberovasco antiguo, una de las formas de hacer aumentativos era intermediando la duplicación de la raíz, con lo cual este pueblo-pueblo nos hablaría de la importancia de primera magnitud que tuvo el pueblo de Erill la Vall en la Alta Edad Media. El castillo de los Erill estuvo en este lugar, cosa que explica la segunda parte del topónimo.

## Geografía
Situado a una altitud de 1.439,1 metros, domina la ribera derecha del barranco de Peranera. Su acceso resulta a hoy día muy complicado.

## Historia
Aunque el pueblo está actualmente deshabitado, tiene una identidad histórica muy importante, ligada con la antigüedad de la familia de Erill. El castillo está datado del año 1024 y fue donado a los Erill en 1040. El primer miembro conocido fue Ramón I de Erill, documentado en 1077. Los Erill eran súbditos de los condes de Pallars, pero no se contentaron con la actuación en sus tierras y pasaron al servicio directo de los reyes de Aragón (finales del siglo XI). Intervinieron en la conquista de las tierras lindantes (recibieron Fraga, Almenar y otras lugares), y se enlazaron con poderosas familias. Cabe destacar que Berenguer de Erill fue un destacado obispo de Lérida (1205 - 1236) y consejero de Jaime I. La baronía de Erill, con centro inicial en Erillcastell, comprendía el valle de Bohí (donde emprendieron la construcción de las iglesias románicas del Valle de Bohí), el valle de Viu, de Manyanet y el Valle Fosca, así como la ribera oriental del Noguera Ribagorzana entre el Pont de Suert y Espills.

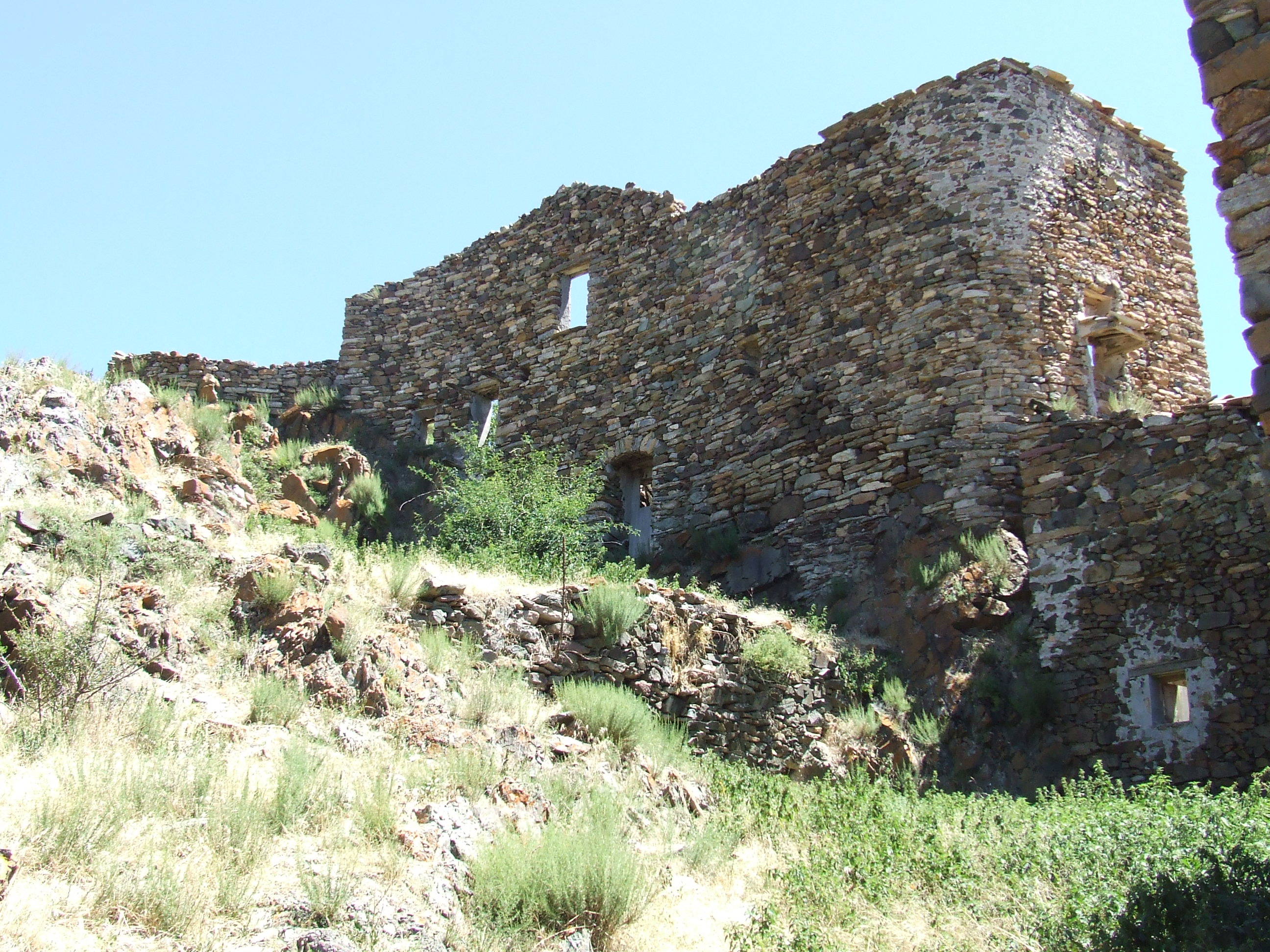
Casa Montgai, con los restos del castillo.

Del castillo de los Erill, actualmente sólo quedan algunos restos, muy pocos, entre las ruinas del pueblo, en su parte alta.
Los Erill protegieron el monasterio de Lavaix desde el siglo XII, y el obispo de Lérida mencionado convirtió el monasterio cisterciense en 1223). Desde 1599, la baronía pasó a condado, y recibió grandeza de España en 1708 de manos del rey-archiduque Carlos III. Los condes de Erill conservaron una buena parte de sus dominios hasta el fin del Antiguo Régimen, a pesar de su adscripción austriaca inicial. En el pueblo todavía se pueden ver los restos del castillo. La iglesia del pueblo está dedicada a Santa Margarita.

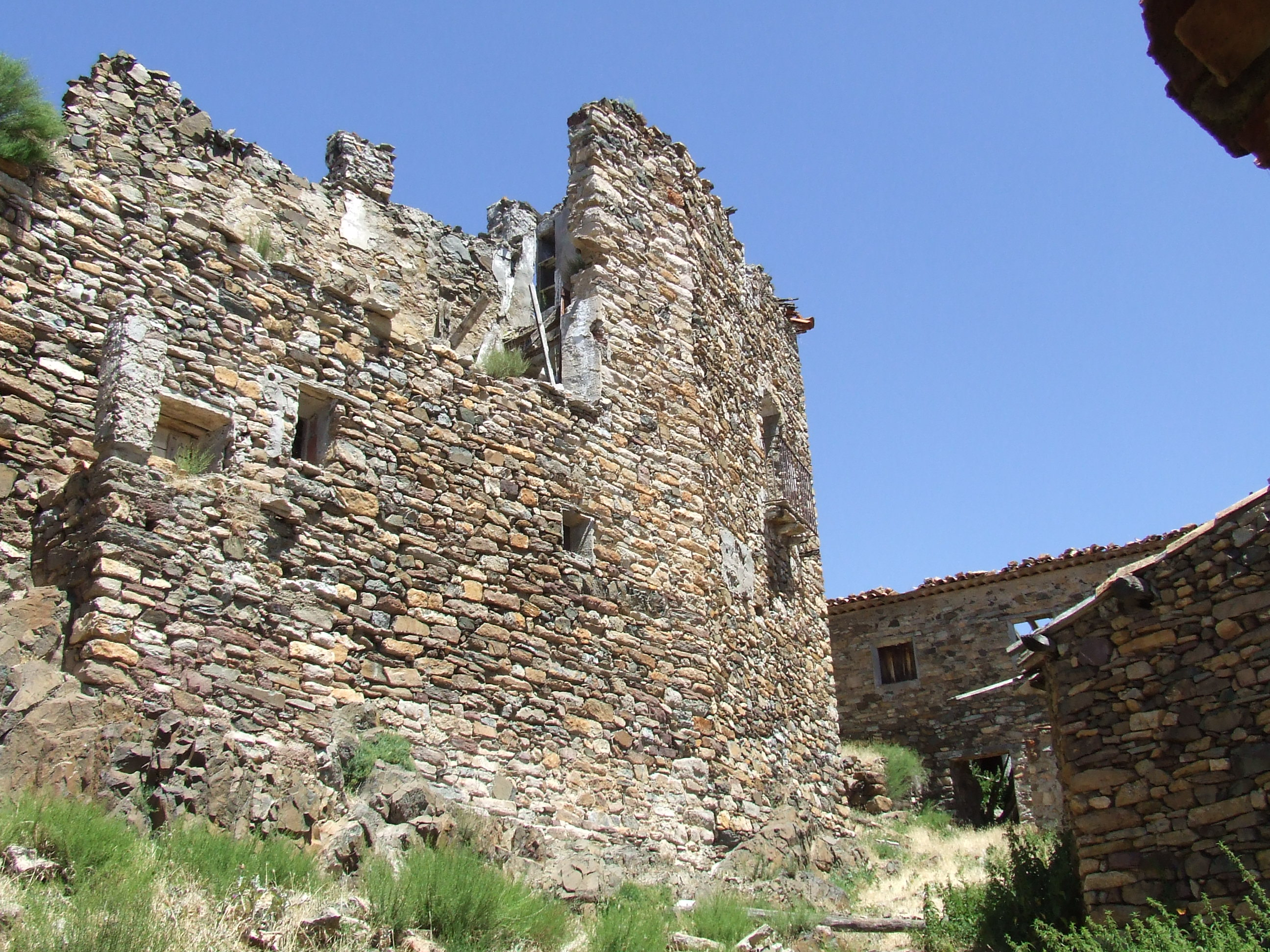
Casa Montgai, con restos medievales en los muros.

Pascual Madoz incluye Erilcastell en su Diccionario geográfico... de 1849. Dice que 

El pueblo está en un pequeño cerro bastante elevado, batido por todos los vientos. El clima es frío, pero saludable. Las principales enfermedades estaban relacionadas con el pecho, a causa del frío y de la mala agua que bebían sus habitantes. Tenía 6 casas, que formaban una calle muy empinada y costosa, y la iglesia, que dependía de la de Malpàs, estaba dedicada a la Asunción de la Madre de Dios. El cementerio, al lado de la iglesia, estaba bien ventilado. Había una ermita en la montaña, dedicada a santa Margarita, a donde se va en procesiones diferentes días al año. A unos 6 minutos del pueblo había un pozo con agua de mala calidad.

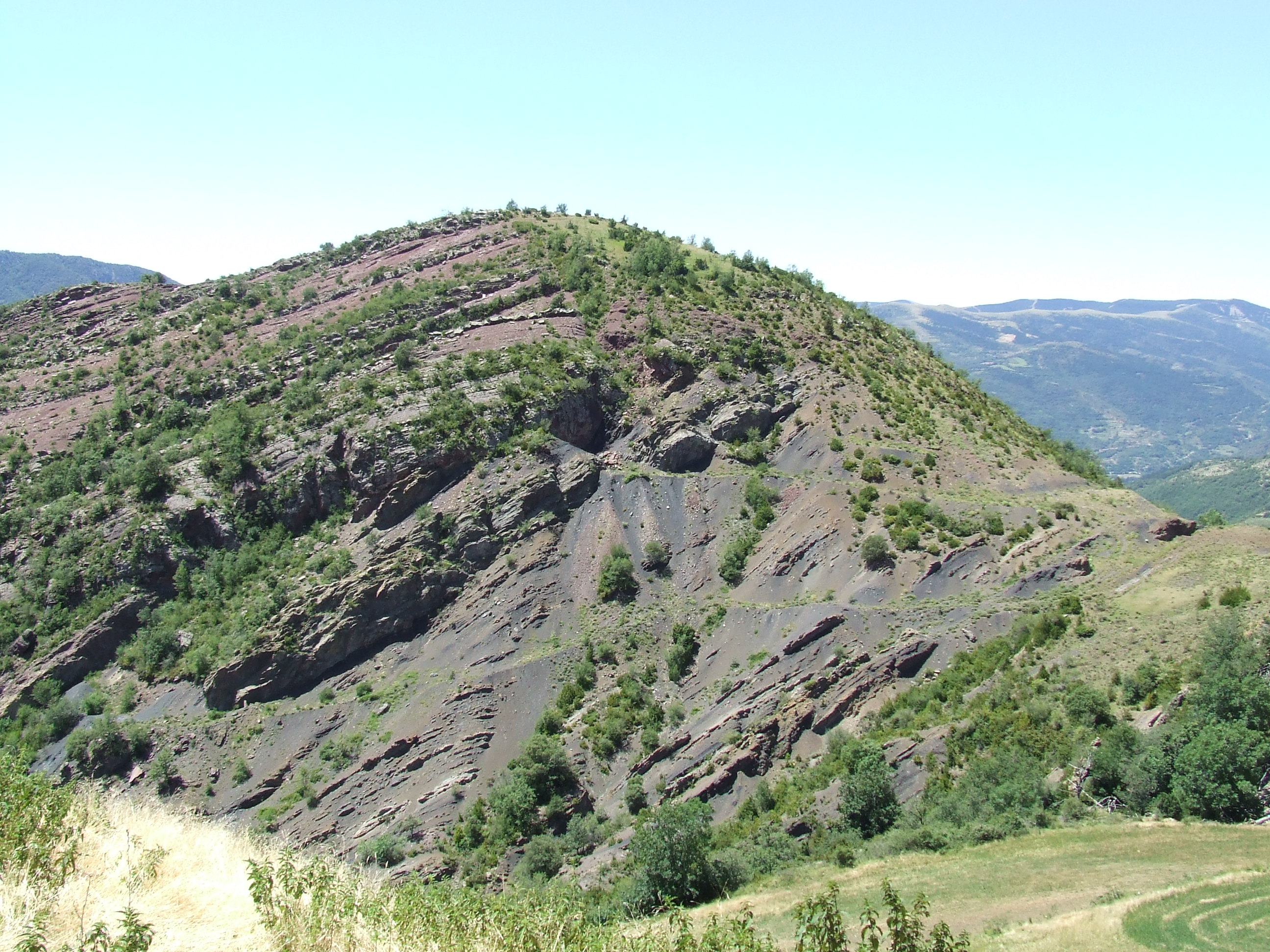
La mina de Erillcastell.

El terreno es montañoso, áspero y cortado, en general de mala calidad, donde se podían labrar unos 200 jornales que producían 4 por 1 de lavores. También se cultivaban tierras que al cabo de unos años se abandonaban. Hay robres y fresnos que dan hojas para los animales y vigas para las casas. Hay una importante mina de carbón de piedra algo abandonada. Se producía centeno, trigo, cebada, patatas y legumbres, así como prados de secano. Se criaban ovejas y cabras y se mantenían bueyes, mulas, asnos y yeguas para los trabajos agrícolas. Hay caza de conejos, perdices y algunas liebres. Tenía 19 vecinos (cabezas de familia) y 110 ánimas (habitantes).
Erillcastell tenía una mina de carbón, posiblemente del mismo yacimiento de las de Malpàs, que mantenía una cierta actividad industrial en el pueblo hasta mediados del siglo XX.
Mantuvo un cierto número de habitantes hasta el último tercio del siglo XX: en 1970 todavía constan 9 habitantes. En la actualidad está del todo despoblado y abandonado.

## Lugares de interés

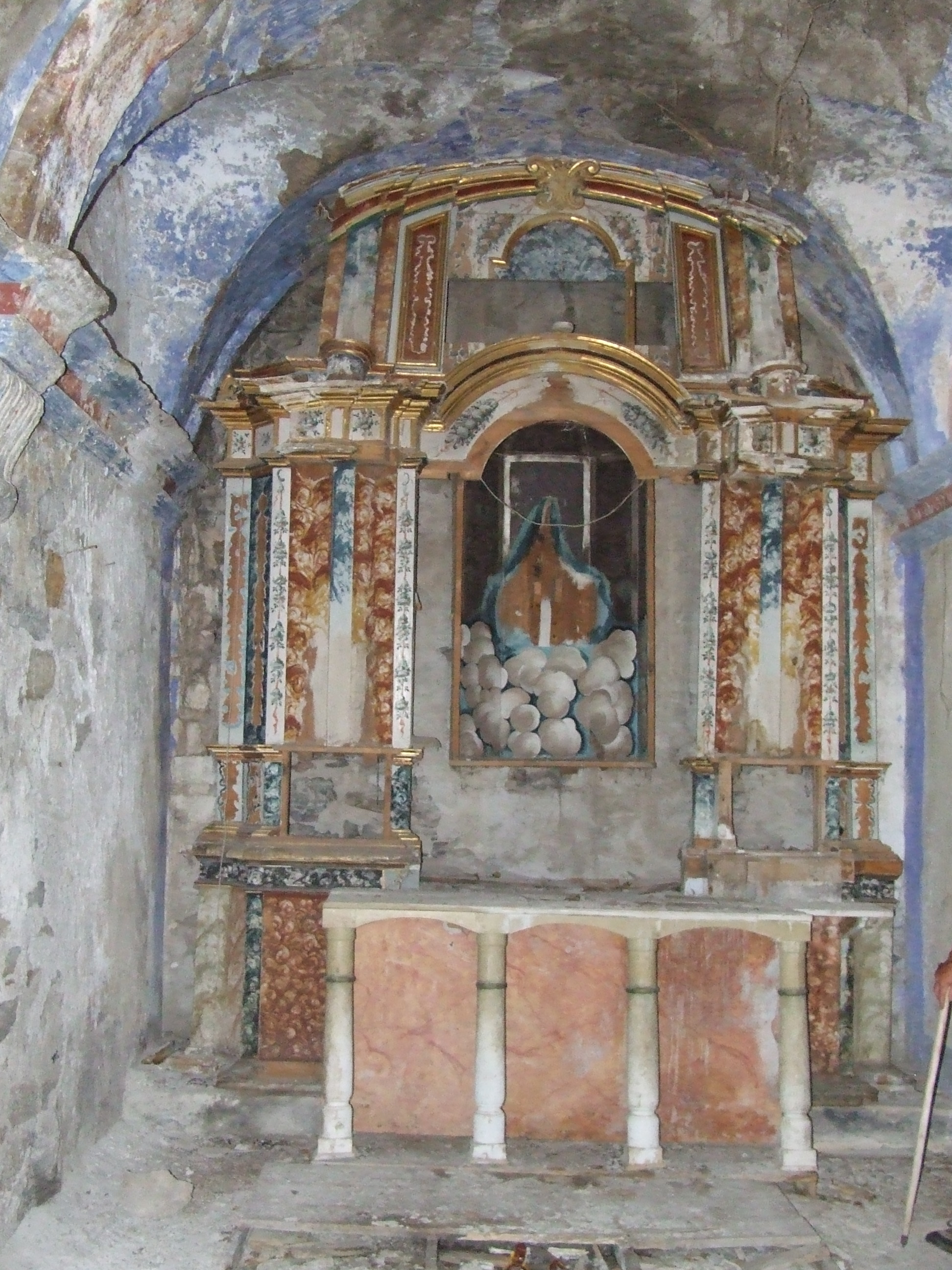
Interior de la iglesia.

- Iglesia de Santa María de Erillcastell
- Restos del castillo de la Baronía de Erill
- Volcán de Erillcastell